# Asarum variegatum
Asarum variegatum är en piprankeväxtart som beskrevs av A. Br. & Bouche. Asarum variegatum ingår i släktet hasselörter, och familjen piprankeväxter. Inga underarter finns listade i Catalogue of Life.